# Буцьків
Будьків — пасажирський залізничний зупинний пункт Львівської дирекції Львівської залізниці розташований на одноколійній, неелектрифікованій лінії Львів — Ходорів.
Розташований у с. Будьків Пустомитівського району між станціями Старе Село та Глібовичі.
На зупинному пункті зупиняються приміські поїзди.